# Fara San Martino
Fara San Martino község (comune) Olaszország Abruzzo régiójában, Chieti megyében.

## Fekvése
A megye nyugati részén fekszik. Határai: Caramanico Terme, Civitella Messer Raimondo, Lama dei Peligni, Pacentro, Palombaro, Pennapiedimonte és Sant’Eufemia a Maiella.

## Története
Első említése a 9-10. századból származik. A következő századokban nemesi birtok volt. Önállóságát a 19. század elején nyerte el, amikor a Nápolyi Királyságban felszámolták a feudalizmust.

## Népessége
A népesség számának alakulása:

## Főbb látnivalói
- San Remigio-templom